# Negative
 (février 2008).
Si vous disposez d'ouvrages ou d'articles de référence ou si vous connaissez des sites web de qualité traitant du thème abordé ici, merci de compléter l'article en donnant les références utiles à sa vérifiabilité et en les liant à la section « Notes et références ».
Negative est un groupe de rock finlandais, formé en 1997 à Tampere, au départ par Jonne Aaron Liimatainen et Jay Slammer, prenant Sir Christus du groupe Bloodpit (qui quittera Negative en janvier 2008). Groupe de métal aux influences très années 1980, ils sont très connus dans leur pays natal et concurrencent d'autres groupes tels que HIM ou The 69 Eyes. Ils sont aussi célèbres en Scandinavie, au Japon et en Russie. Aujourd'hui ils sont au nombre de cinq :
Jonne Aaron Liimitainen au chant,
Larry Love à la guitare,
Antti Anatomy à la basse,
Jay Slammer à la batterie
et M.. Snack au clavier.
Le succès vint directement avec leur premier single The Moment of Our Love et l'album War of Love, aussitôt disques d'or en Finlande. Ville Laihiala, chanteur de Sentenced apparaît sur Until Your Mine, chanson extraite de leur dernier album (Karma Killer). Ils ont repris My My, Hey Hey (Out of the Blue) de Neil Young. Leur deuxième album Sweet And Deceitful sort en 2004, deux ans après sort Anerotic, puis vient Karma Killer leur quatrième album qui sort en 2008 dans de nombreux pays dont la France.

## Discographie

### Albums
- War Of Love (2003)
- War Of Love - limited édition (2003)
- Sweet And Deceitful (2004)
- Anorectic (2006)
- Karma Killer (2008)
- God Likes Your Style (2009)
- Neon (2010)

### Singles
- The Moment Of Our Love (2003)
- After All (2003)
- Still Alive (2003)
- Frozen To Lose It All (2004)
- In My Heaven (2004)
- About My Sorrow (2005)
- Until You're Mine (2005)
- My my, hey hey (Out of Blue) (2005)
- Planet of the sun (2006)
- Sinners’ Night / Misty Morning (2006)
- Fading Yourself (2007)
- Won't let go (2008)

## Membres
- Jonne Aaron Liimatainen - Chants
- Antti "Anatomy" Aatamila - Basse
- Janne "Jay Slammer" Heimonen - Batterie
- Janne "Mr. Snack" Kokkonen - Claviers

## Anciens membres
- Jukka "Sir Christus" Mikkonen - Guitare
- Tuomas "Gary" Keskinen - Guitare
- Venais Sham - Batterie
- Lauri "Larry Love" Markkula - Guitare

## Albums + Tracks
War Of Love (2003)
- Lost soul
- Naive
- After all
- Misery
- The moment of our love
- Inspiration
- 1000 Nails in My Heart
- Bleeding
- Goodbye
- Last hero
- Still Alive

Sweet And Deceitful (2004)
- Intro
- Frozen to lose it all
- Creeping inside
- Locked in the dark side
- In my heaven
- My My, Hey Hey (Out of the Blue)
- Neverending parade
- L.A. Feeding fire
- Until you're mine
- About the sorrow
- Secret forgiveness
- Angel's won't lie

Anorectic (2006)
- Arrival
- Glory of the same
- Reflections
- One last shot
- Fading yourself
- Planet of the sun
- À song for the brokenhearted
- Sinner's night/Misty morning
- Swans
- Stop fucking around
- Embracing past]
- We Can’t Go On
- In memoriam (immortal peace)

Karma Killer (2008)
- À Devil on my shoulder
- Sealed
- Won't let go
- Motherf***** (just like you)
- Giving up!
- An Ornament
- Dead as we
- Anna Simona
- Lust n'needs
- Gravity of love

God Likes Your Style (2009)
- God likes your style
- Loving you
- Childhood Memories
- Better Without You
- Heroine
- Lost In America
- My Personal Sensitivity
- Something
- Dream Flowers
- Black Light
- Dying Feelings
- Goodbye (acoustic)
- The Moment Of Our Love (original acoustic demo)
- Lost Soul(acoustic version)
- In Memoriam (live)
- Still Alive(album version)

Neon (2010)
- No One Can Save Me Tonight
- End Of The Line
- Love That I Lost
- Blood On Blood
- Believe
- Celestial Summer
- Jealous Sky
- Days I..m Living For
- Since You..ve Been Gone
- Kiss Of Hope
- Fucking Worthless
- Neon Rain

## Autres chansons
- Touchless
- Childhood memories
- Dying feelings
- Better without you
- Coming back
- Black night
- God likes your style
- My personal sensitivity

## DVD
- In The Eye Of The Hurricane